# Asarkina fiorii
Asarkina fiorii är en tvåvingeart som beskrevs av Mario Bezzi 1903. Asarkina fiorii ingår i släktet Asarkina och familjen blomflugor. Inga underarter finns listade i Catalogue of Life.